# Astragalus pseudozagrosicus
Astragalus pseudozagrosicus är en ärtväxtart som beskrevs av Maassoumi och Dieter Podlech. Astragalus pseudozagrosicus ingår i släktet vedlar, och familjen ärtväxter. Inga underarter finns listade i Catalogue of Life.